# 周岚
周岚（1965年11月—），江苏南京人，汉族，中华人民共和国政治人物、第十二届全国人民代表大会江苏地区代表。
毕业于同济大学规划系城市规划与设计专业。担任江苏省住房和城乡建设厅厅长。2008年，当选第十一届全国政协委员，代表无党派人士，分入第十四组。2013年，被选为全国人大代表。2018年1月，当选第十三届全国政协委员。